# Malcolm Hicks
Malcolm Hicks (* 19. Oktober 1987 in Auckland) ist ein neuseeländischer Leichtathlet, der sich auf den Langstreckenlauf spezialisiert hat.

## Leben
Malcolm Hicks lebt und trainiert in London, wo er für ein international tätiges dänisches Ingenieurunternehmen arbeitet. Er lebt mit seiner Frau im Stadtteil East London. Eines seiner sportlichen Ziele stellt das Aufstellen des Neuseeländischen Rekords im Marathon dar.

## Sportliche Laufbahn
Malcolm Hicks nahm 2009 an seinen ersten Wettkämpfen gegen die nationale Konkurrenz im Erwachsenenbereich teil. Ein Jahr darauf startete er zum ersten Mal bei den Neuseeländischen Meisterschaften und gewann über 1500 Meter die Bronzemedaille. Im 3000-Meter-Lauf wurde er Fünfter. 2011 gewann Hicks erneut die Bronzemedaille über 1500 Meter bei den nationalen Meisterschaften. Anfang März stellte er mit 3:42,84 min seine persönliche Bestleistung auf. Im 1500-Meter-Lauf nahm er im August auch an der Universiade in Shenzhen teil, wobei er nach dem Vorlauf ausschied. 2012 siegte Hicks im Februar im 3000-Meter-Lauf bei den Neuseeländischen Meisterschaften. Später im Sommer bestritt er in Belgien seine ersten internationalen Wettkämpfe im 5000-Meter-Lauf, wobei er in Ninove zunächst Bestzeit von 13:47,14 min lief. 2013 trat er in den Frühjahrsmonaten zu mehreren Wettkämpfen in den USA an. Im Januar stellte er seine 3000-Meter-Bestzeit von 7:58,58 min auf. Später im August siegte er bei den Neuseeländischen Meisterschaften im 10-km-Straßenlauf. Fortan fokussierte er sich vermehrt auf den Langstreckenlauf.
2015 bestritt Hicks im Mai erstmals einen Wettkampf im Halbmarathon und gewann mit einer Zeit von 1:05:39 h Bronze bei den nationalen Meisterschaften in Christchurch. Die Zeit bedeutete auf Anhieb persönliche Bestzeit, die er seitdem bislang nicht unterbot. Im September verteidigte er seinen Titel über 10 km gegen die nationale Konkurrenz und gewann Anfang November den Halbmarathon von Auckland. 2016 stellte Hicks im März seine Bestzeit von 13:38,51 min im 5000-Meter-Lauf auf. 2018 nahm er am Berlin-Marathon teil, sein erster Wettkampf über diese Distanz. Mit einer Zeit von 2:16:28 h belegte er den 18. Platz. 2019 verbesserte er sich beim Düsseldorf-Marathon auf eine Zeit von 2:13:51 h, womit er den zweiten Platz belegte. Damit konnte er im Oktober bei den Weltmeisterschaften in Doha bei seinen ersten internationalen Meisterschaften an den Start gehen. Er erreichte schließlich, unter extremen Hitze- und Luftfeuchtigkeitsbedingungen auf Platz 27 das Ziel. 2020 absolvierte Hicks im Februar den Sevilla-Marathon in neuer Bestzeit von 2:10:09 h, womit er sich für die Olympischen Sommerspiele in Tokio qualifizierte und zum viertschnellsten Neuseeländer in dieser Disziplin wurde. Bei den Olympischen Spielen Anfang August erreichte er auf dem 64. Platz das Ziel.

## Wichtige Wettbewerbe
| Jahr                   | Veranstaltung           | Ort                    | Platz                  | Disziplin              | Zeit                   |
| Startet für Neuseeland | Startet für Neuseeland  | Startet für Neuseeland | Startet für Neuseeland | Startet für Neuseeland | Startet für Neuseeland |
| ---------------------- | ----------------------- | ---------------------- | ---------------------- | ---------------------- | ---------------------- |
| 2011                   | Universiade             | Shenzhen               | 6. (2. Vorlauf)        | 1500 m                 | 3:50,76 min            |
| 2019                   | Weltmeisterschaften     | Doha                   | 27.                    | Marathon               | 2:17:45 h              |
| 2021                   | Olympische Sommerspiele | Tokio                  | 64.                    | Marathon               | 2:23:12 h              |

## Persönliche Bestleistungen
Freiluft
- 3000 m: 7:58,58 min, 25. Januar 2013, Wellington
- 5000 m: 13:37,31 min, 22. Juli 2017, Heusden-Zolder
- Halbmarathon: 1:05:39 h, 31. Mai 2015, Christchurch
- Marathon: 2:10:04 h, 23. Februar 2020, Sevilla